# Вловлювальний тупик (автомобільна дорога)

Поглинаючий тупик на автодорозі в Криму. Ділянка від Ангарського перевалу до Алушти.

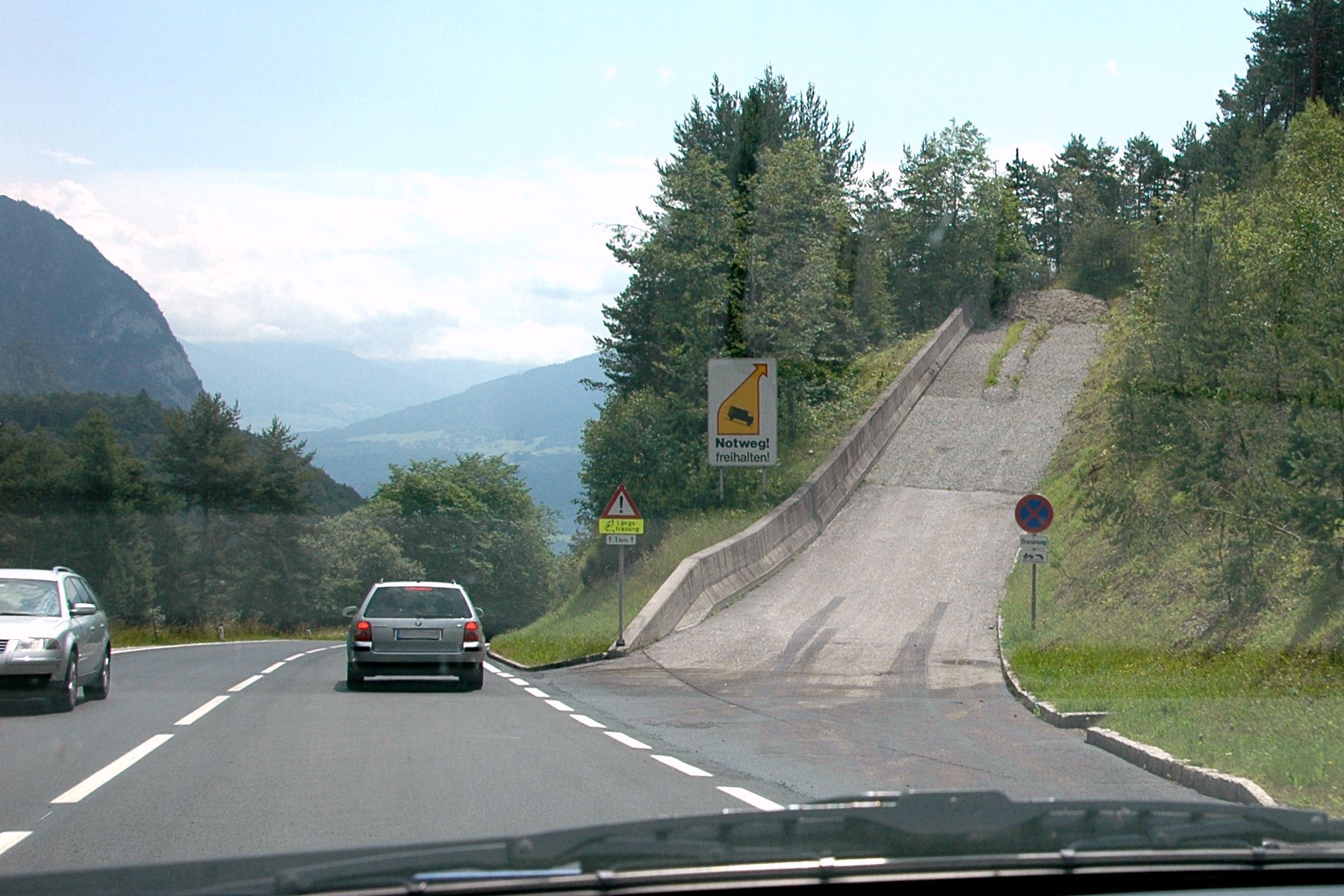
Вловлювальний тупик. Тіроль.

Вловлювальний тупик — похила, спрямована під гору ділянка автомобільної дороги, призначена для запобігання аварії автомобіля у випадку відмови гальм. Вловлювальний тупик влаштовується в місці природного чи (рідше) штучного похилу-гірки.
Водій авто у випадку відмови гальм переходить на знижену передачу і, гальмуючи двигуном і маневруючи кермом, виводить важку машину на підйом в глухому куті вловлювального тупика.